# Awak Antinian
Awak Antinian (ros. Авак Антинян, orm. Ավագ Անտինյան, ur. 2 stycznia?/15 stycznia 1917 w miejscowości Gamzacziman (obecnie Margahowit), zm. 18 października 1989 tamże) – radziecki wojskowy, starszyna, Bohater Związku Radzieckiego (1944).

## Życiorys
Urodził się w ormiańskiej rodzinie chłopskiej. Skończył 7 klas, pracował w kołchozie, w 1939 został powołany do Armii Czerwonej.
Od czerwca 1941 uczestniczył w wojnie z Niemcami, walczył na Froncie Południowo-Zachodnim, Północno-Zachodnim, Woroneskim i 1 Ukraińskim, był czterokrotnie ranny, w tym dwa razy ciężko. Szczególnie wyróżnił się podczas operacji lwowsko-sandomierskiej w walkach na przyczółku nad Sanem w rejonie Jarosławia jako dowódca działonu 353. pułku artylerii przeciwpancernej w składzie 8 Gwardyjskiego Korpusu Zmechanizowanego 1 Gwardyjskiej Armii Pancernej, 24 lipca 1944, gdy odparł trzy kontrataki przeciwnika niszcząc i uszkadzając 6 czołgów, działo samobieżne i zniszczył pluton piechoty, i następnego dnia, gdy odparł dwa kontrataki wroga, niszcząc dwa czołgi; łącznie w walkach trwających do 12 sierpnia zniszczył i uszkodził 18 czołgów. W styczniu 1945 brał udział w operacji wiślańsko-odrzańskiej (w tym warszawsko-poznańskiej), od 10 lutego do 4 kwietnia 1945 w pomorskiej, a od 16 kwietnia do 9 maja 1945 w operacji berlińskiej.
Po wojnie w 1945 został zdemobilizowany, wrócił do rodzinnej wsi, gdzie pracował jako przewodniczący sielsowietu.

## Odznaczenia
- Złota Gwiazda Bohatera Związku Radzieckiego (23 września 1944)
- Order Lenina
- Order Wojny Ojczyźnianej I klasy (dwukrotnie, 4 października 1943 i 11 marca 1985)
- Medal „Za zwycięstwo nad Niemcami w Wielkiej Wojnie Ojczyźnianej 1941–1945”
- Medal „Za wyzwolenie Warszawy”
- Medal „Weteran pracy”